# Ungulilaimus filicaudatus
Ungulilaimus filicaudatus är en rundmaskart som beskrevs av Allgen 1958. Ungulilaimus filicaudatus ingår i släktet Ungulilaimus och familjen Comesomatidae. Inga underarter finns listade i Catalogue of Life.